# Jewgeni Witaljewitsch Dawydow
Jewgeni Witaljewitsch Dawydow (russisch Евгений Витальевич Давыдов; * 27. Mai 1967 in Tscheljabinsk, Russische SFSR) ist ein ehemaliger russischer Eishockeyspieler. Mit der Nationalmannschaft der UdSSR wurde er 1990 Weltmeister und mit dem Vereinten Team 1992 Olympiasieger.

## Karriere
Jewgeni Dawydow begann seine Karriere als Eishockeyspieler in seiner Heimatstadt in der Nachwuchsabteilung des HK Traktor Tscheljabinsk, für dessen Profimannschaft er von 1984 bis 1986 in der Wysschaja Liga, der zweiten sowjetischen Spielklasse, aktiv war. Anschließend wurde er vom Rekordmeister HK ZSKA Moskau verpflichtet, mit dem er bis 1989 drei Mal in Folge den sowjetischen Meistertitel gewann. Daraufhin wurde er im NHL Entry Draft 1989 in der zwölften Runde als insgesamt 235. Spieler von den Winnipeg Jets ausgewählt. Zunächst blieb er jedoch beim HK ZSKA Moskau, ehe er gegen Ende der Saison 1991/92 zu den Winnipeg Jets in die National Hockey League wechselte. Nach einer erfolgreichen Spielzeit mit 49 Scorerpunkten in insgesamt 83 Spielen, wurde der Flügelspieler zur Saison 1993/94 im Tausch gegen ein Viertrunden-Wahlrecht für den NHL Entry Draft 1994 an die Florida Panthers abgegeben. Für die Panthers bestritt er allerdings nur 21 Spiele, ehe er gemeinsam mit Scott Levins, einem Sechstrunden-Wahlrecht im NHL Entry Draft 1994 und Viertrunden-Wahlrecht im NHL Entry Draft 1996 zu den Ottawa Senators transferiert wurde. Im Gegenzug wechselte Bob Kudelski zu den Panthers. Auch die Saison 1994/95 begann er bei den Senators in der NHL, verließ diese allerdings bereits nach nur drei Spielen und verbrachte die gesamte restliche Spielzeit in der International Hockey League bei den Chicago Wolves und San Diego Gulls.
Zur Saison 1995/96 kehrte Dawydow nach Europa zurück, wo er die Spielzeit beim EHC Olten in der Schweizer Nationalliga B und beim HC Amiens Somme in der französischen Ligue Magnus verbrachte. Anschließend stand er zwei Jahre lang bei Brynäs IF in der schwedischen Elitserien unter Vertrag. Vor allem in der Saison 1996/97 konnte er bei den Nordeuropäern überzeugen und war mit 30 Treffern bester Torschütze der Elitserien-Hauptrunde. Die Saison 1998/99 begann er in seiner russischen Heimat beim amtierenden Meister Ak Bars Kasan in der Superliga und beendete sie beim EV Zug in der Schweizer Nationalliga A. Die folgenden beiden Jahre verbrachte er bei seinem Ex-Verein EHC Olten in der NLB. Die Saison 2001/02 begann er bei Kärpät Oulu in der finnischen SM-liiga. Den Klub verließ er allerdings nach nur sieben Spielen bereits wieder und stand in der gesamten restlichen Spielzeit beim Hauptstadtklub Berlin Capitals in der Deutschen Eishockey Liga auf dem Eis.
In der Saison 2002/03 spielte er für den PHK Krylja Sowetow Moskau in der Superliga und den HC Milano Vipers in der italienischen Serie A1. Bei beiden Mannschaften kam er allerdings nur zu je fünf Ligaeinsätzen. Zuletzt spielte er je ein Jahr lang für den Olofströms IK aus der Division 1, der dritten schwedischen Spielklasse, und Titan Klin aus der mittlerweile zweitklassigen Wysschaja Liga. Anschließend beendete er seine Karriere.

### International
Für die Sowjetunion nahm Dawydow im Juniorenbereich an der U18-Junioren-Europameisterschaft 1985 sowie den U20-Junioren-Weltmeisterschaften 1986 und 1987 teil. Bei der U18-EM 1985 gewann er mit seiner Mannschaft dabei die Silber-, bei der U20-WM 1986 die Goldmedaille. Bei der U20-WM 1987 wurde die Sowjetunion ebenso wie Kanada vom Turnier ausgeschlossen, nachdem es im direkten Aufeinandertreffen beider Mannschaften zu einer Massenschlägerei kam, an der alle Spieler und Betreuer beteiligt waren. Dawydow war dabei der erste nicht auf dem Spielfeld stehende Akteur, der in die Schlägerei eingriff.
Im Seniorenbereich vertrat er die Sowjetunion bei der Weltmeisterschaft 1990, bei der er mit seiner Mannschaft die Goldmedaille gewann. Im Anschluss an den Gewinn des Weltmeistertitels wurde er als Verdienter Meister des Sports der UdSSR ausgezeichnet. Für das Vereinte Team lief er bei den Olympischen Winterspielen 1992 in Albertville auf und wurde mit der Mannschaft bei seiner einzigen Olympiateilnahme Olympiasieger.

## Erfolge und Auszeichnungen
- 1987 Sowjetischer Meister mit dem HK ZSKA Moskau
- 1988 Sowjetischer Meister mit dem HK ZSKA Moskau
- 1989 Sowjetischer Meister mit dem HK ZSKA Moskau
- 1997 Bester Torschütze der Elitserien-Hauptrunde

### International
- 1985 Silbermedaille bei der U18-Junioren-Europameisterschaft
- 1986 Goldmedaille bei der Junioren-Weltmeisterschaft
- 1990 Goldmedaille bei der Weltmeisterschaft
- 1992 Goldmedaille bei den Olympischen Winterspielen

## Karrierestatistik

### International
| Vertrat die Sowjetunion bei: - U18-Junioren-Europameisterschaft 1985 - U20-Junioren-Weltmeisterschaft 1986 - U20-Junioren-Weltmeisterschaft 1987 - Weltmeisterschaft 1990 | Vertrat das Vereinte Team bei: - Olympische Winterspiele 1992 |

(Legende zur Spielerstatistik: Sp oder GP = absolvierte Spiele; T oder G = erzielte Tore; V oder A = erzielte Assists; Pkt oder Pts = erzielte Scorerpunkte; SM oder PIM = erhaltene Strafminuten; +/− = Plus/Minus-Bilanz; PP = erzielte Überzahltore; SH = erzielte Unterzahltore; GW = erzielte Siegtore; 1 Play-downs/Relegation; Kursiv: Statistik nicht vollständig)